# Jérémy Doku
Jérémy Doku (ur. 27 maja 2002) – belgijski piłkarz występujący na pozycji napastnika w angielskim klubie Manchester City oraz w reprezentacji Belgii.

## Kariera klubowa
Doku pierwsze futbolowe kroki stawiał w Antwerpii skąd w 2012 roku przeniósł się do RSC Anderlecht. Ligowy debiut zaliczył w przegranym 4:2 meczu z Sint-Truiden rozegranym 25 listopada 2018 roku. Miał wtedy zaledwie 16 lat.

## Kariera międzynarodowa
Doku urodził się w Belgii, jednak jego rodzina pochodzi z Ghany. W roku 2018 Doku reprezentował Belgię na Mistrzostwach Europy U-17.
W seniorskiej reprezentacji Belgii zadebiutował 5 września 2020 roku w meczu przeciwko Danii w ramach Ligi Narodów UEFA. Trzy dni później strzelił pierwszego gola w kadrze w wygranym 5:1 meczu z Islandią.